# BNO-10-16 – A perinatális szakban keletkező bizonyos állapotok
 A BNO-kódrendszer hivatalos nemzetközi forrása az Egészségügyi Világszervezet (WHO) honlapja; az ÁEEK által finanszírozott egészségügyi ellátások tekintetében az aeek.hu az irányadó!
Az alábbi hierarchia a nyomtatott magyar kiadásnak (BNO-10, 1995) felel meg.

## Az anyai tényezők valamint a terhesség, vajúdás és szülési szövődmények révén károsodott magzat vagy újszülött (P00-P04)
- P00 A magzat vagy újszülött olyan állapota, melyet az anya jelen terhességétől független betegsége okozhatott
  - P00.0 Az anya magas vérnyomás betegsége miatt érintett magzat vagy újszülött
  - P00.1 Az anya vese- és húgyúti betegsége miatt érintett magzat vagy újszülött
  - P00.2 Az anya fertőző és parazitás betegsége miatt érintett magzat vagy újszülött
  - P00.3 Az anya egyéb keringési és légzési betegsége miatt érintett magzat vagy újszülött
  - P00.4 Az anya táplálkozási rendellenességei miatt érintett magzat vagy újszülött
  - P00.5 Anyai sérülés miatt érintett magzat vagy újszülött
  - P00.6 Az anyán végzett műtét miatt érintett magzat vagy újszülött
  - P00.7 Az anyán végzett, máshol nem meghatározott orvosi beavatkozás miatt érintett magzat vagy újszülött
  - P00.8 Az anya egyéb állapotai miatt érintett magzat vagy újszülött
  - P00.9 Az anya k.m.n. állapota miatt érintett magzat vagy újszülött
- P01 A terhesség anyai szövődménye miatt érintett magzat vagy újszülött
  - P01.0 Méhnyak-elégtelenség miatt érintett magzat vagy újszülött
  - P01.1 Idő előtti burokrepedés miatt érintett magzat vagy újszülött
  - P01.2 Oligohydramnion miatt érintett magzat vagy újszülött
  - P01.3 Túl sok magzatvíz miatt érintett magzat vagy újszülött
  - P01.4 Méhen kívüli terhesség miatt érintett magzat vagy újszülött
  - P01.5 Ikerterhesség miatt érintett magzat vagy újszülött
  - P01.6 Az anya halála miatt érintett magzat vagy újszülött
  - P01.7 A szülést megelőző fekvési rendellenesség miatt érintett magzat vagy újszülött
  - P01.8 A terhesség egyéb anyai szövődményei miatt érintett magzat vagy újszülött
  - P01.9 A terhességgel kapcsolatos k.m.n. anyai szövődmény miatt érintett magzat vagy újszülött
- P02 A lepény, a köldökzsinór és a magzatburkok rendellenességei következtében érintett magzat vagy újszülött
  - P02.0 Elölfekvő lepény miatt érintett magzat vagy újszülött
  - P02.1 Placenta-leválás és vérzés egyéb formái miatt érintett magzat vagy újszülött
  - P02.2 A lepény egyéb és nem részletezett alaki és működésbeli eltérése miatt érintett magzat vagy újszülött
  - P02.3 Lepényi transzfúziós szindrómák miatt érintett magzat vagy újszülött
  - P02.4 Köldökzsinór előesés miatt érintett magzat vagy újszülött
  - P02.5 A köldökzsinór egyéb összenyomatásai miatt érintett magzat vagy újszülött
  - P02.6 A köldökzsinór egyéb és nem meghatározott állapota miatt érintett magzat vagy újszülött
  - P02.7 Chorioamnionitis miatt érintett magzat vagy újszülött
  - P02.8 A magzatburkok egyéb rendellenességei miatt érintett magzat vagy újszülött
  - P02.9 A burkok k.m.n. rendellenessége miatt érintett magzat vagy újszülött
- P03 A vajúdás és szülés egyéb szövődményei miatt érintett magzat vagy újszülött
  - P03.0 Medencevégű szülés és extractio miatt érintett magzat vagy újszülött
  - P03.1 A vajúdás és a szülés alatt fennálló egyéb fekvési, tartási rendellenesség és téraránytalanság miatt érintett magzat vagy újszülött
  - P03.2 Fogóműtét miatt érintett magzat vagy újszülött
  - P03.3 Vacuum extractorral végzett szülés miatt érintett magzat vagy újszülött
  - P03.4 Császármetszés miatt érintett magzat vagy újszülött
  - P03.5 Rohamos szülés miatt érintett magzat vagy újszülött
  - P03.6 Rendellenes fájástevékenység miatt érintett magzat vagy újszülött
  - P03.8 A vajúdás és a szülés egyéb specifikus szövődményei miatt érintett magzat vagy újszülött
  - P03.9 A vajúdás és a szülés k.m.n. szövődményei miatt érintett magzat vagy újszülött
- P04 A lepényen át vagy az anyatejjel bejutó károsító anyagok következtében érintett magzat vagy újszülött
  - P04.0 Az anya terhesség, vajúdás és szülés alatti érzéstelenítésének és fájdalomcsillapításának következtében érintett magzat vagy újszülött
  - P04.1 Az anya által szedett egyéb gyógyszerek miatt érintett magzat vagy újszülött
  - P04.2 Az anya dohányzása miatt érintett újszülött és magzat
  - P04.3 Az anya alkohol fogyasztása miatt érintett magzat vagy újszülött
  - P04.4 Az anya kábítószer fogyasztása miatt érintett magzat vagy újszülött
  - P04.5 Az anya táplálékában levő kémiai anyagok miatt érintett magzat vagy újszülött
  - P04.6 A környezeti kémiai anyagok expozíciójának kitett anya magzatának vagy újszülöttjének érintettsége
  - P04.8 Egyéb ártalmas hatásoknak kitett anya magzatának vagy újszülöttjének érintettsége
  - P04.9 K.m.n. ártalmas hatásoknak kitett anya magzatának vagy újszülöttjének érintettsége

## A gesztáció tartamához és a magzat növekedéséhez kapcsolódó rendellenességek (P05-P08)
- P05 Visszamaradt magzati növekedés és alultápláltság
  - P05.0 A gesztációs időhöz képest kis súlyú magzat
  - P05.1 A gesztációs időhöz képest kicsi magzat
  - P05.2 Méhen belüli alultápláltság a gesztációs korhoz mért súly vagy méret említése nélkül
  - P05.9 Gyenge méhen belüli fejlettség, k.m.n.
- P07 A rövid terhességi időtartammal és az alacsony születési súllyal kapcsolatos m.n.o. rendellenességek
  - P07.0 Extrém alacsony születési súly
  - P07.1 Egyéb alacsony születési súly
  - P07.2 Extrém éretlenség
  - P07.3 Egyéb koraszülött csecsemő
- P08 Túlhordással és magas születési súllyal kapcsolatos rendellenességek
  - P08.0 Óriás újszülött
  - P08.1 Egyéb, gesztációs idejéhez képest nagy magzat
  - P08.2 Túlhordott újszülött, a terhesség tartamához képest nem nagysúlyú

## Szülési trauma (P10-P15)
- P10 Szülési sérülés következtében létrejött koponyán belüli roncsolódás és vérzés
  - P10.0 Subdurális vérzés szülési sérülés következtében
  - P10.1 Agyvérzés szülési sérülés következtében
  - P10.2 Agykamrai vérzés szülési sérülés következtében
  - P10.3 Lágyburok alatti vérzés szülési sérülés következtében
  - P10.4 Tentorium szakadás szülési sérülés következtében
  - P10.8 Egyéb koponyán belüli sérülések és vérzések szülési sérülés következtében
  - P10.9 Koponyán belüli sérülés és vérzés szülési sérülés következtében k.m.n.
- P11 A központi idegrendszer egyéb szülési sérülései
  - P11.0 Agyoedema szülési sérülés miatt
  - P11.1 Egyéb szülési sérülés miatti agykárosodás
  - P11.2 Szülési sérülés miatti agysérülés k.m.n.
  - P11.3 Az arcideg szülési sérülése
  - P11.4 Egyéb agyidegek szülési sérülése
  - P11.5 A gerinc és a gerincvelő szülési sérülése
  - P11.9 A központi idegrendszer szülési sérülése, k.m.n.
- P12 A hajas fejbőr sérülése
  - P12.0 Cephalhaematoma szülési sérülés miatt
  - P12.1 Fejdaganat szülési sérülés miatt
  - P12.2 Epicraniális subaponeuroticus vérzés szülési sérülés miatt
  - P12.3 A hajas fejbőr horzsolódása szülési sérülés miatt
  - P12.4 A magzat monitorozása miatt kialakult fejbőr sérülés
  - P12.8 A hajas fejbőr egyéb sérülései
  - P12.9 A hajas fejbőr sérülése k.m.n.
- P13 A csontok szülési sérülése
  - P13.0 A koponya törése szülési sérülés miatt
  - P13.1 A koponya egyéb szülési sérülése
  - P13.2 A combcsont szülési sérülése
  - P13.3 Egyéb hosszú csöves csontok szülési sérülése
  - P13.4 Kulcscsont törése szülési sérülés miatt
  - P13.8 Egyéb csontok szülési sérülése
  - P13.9 A csontok szülési sérülése k.m.n.
- P14 A perifériás idegrendszer szülési sérülése
  - P14.0 Erb-típusú bénulás szülési sérülés miatt
  - P14.1 Klumpke-típusú bénulás szülési sérülés miatt
  - P14.2 A nervus phrenicus bénulása szülési sérülés miatt
  - P14.3 A kari idegfonat egyéb szülési sérülései
  - P14.8 A perifériás idegrendszer egyéb részeinek szülési sérülései
  - P14.9 A perifériás idegrendszer szülési sérülései, k.m.n.
- P15 Egyéb szülési sérülések
  - P15.0 A máj szülési sérülése
  - P15.1 A lép szülési sérülése
  - P15.2 A musculus sternocleidomastoideus szülési sérülése
  - P15.3 A szem szülési sérülése
  - P15.4 Az arc szülési sérülése
  - P15.5 A külső nemi szervek szülési sérülése
  - P15.6 A bőralatti zsírszövet nekrózisa szülési sérülés miatt
  - P15.8 Egyéb, meghatározott szülési sérülések
  - P15.9 Szülési sérülés, k.m.n.

## A perinatális szak specifikus légzési és cardiovasculáris rendellenességei (P20-P29)
- P20 Méhen belüli hypoxia
  - P20.0 A szülés megindulása előtt észlelt méhen belüli hypoxia
  - P20.1 Először a vajúdás és szülés alatt észlelt hypoxia
  - P20.9 Intrauterin hypoxia k.m.n.
- P21 Szülési asphyxia
  - P21.0 Súlyos szülési asphyxia
  - P21.1 Enyhe és közepes fokú szülési asphyxia
  - P21.9 Szülési asphyxia, k.m.n.
- P22 Újszülött respirációs distress szindrómája (IRDS)
  - P22.0 Az újszülött respirációs distress szindrómája
  - P22.1 Az újszülött átmeneti tachypnoeja
  - P22.8 Az újszülött egyéb légzészavara
  - P22.9 Az újszülött légzészavara k.m.n.
- P23 Veleszületett tüdőgyulladás
  - P23.0 Vírus okozta veleszületett tüdőgyulladás
  - P23.1 Chlamydia
  - P23.2 Staphylococcus okozta veleszületett tüdőgyulladás
  - P23.3 B-csoportú streptococcus okozta veleszületett tüdőgyulladás
  - P23.4 Escherichia coli
  - P23.5 Pseudomonas
  - P23.6 Egyéb baktériumok okozta veleszületett tüdőgyulladás
  - P23.8 Egyéb kórokozók okozta veleszületett tüdőgyulladás
  - P23.9 Veleszületett tüdőgyulladás, k.m.n.
- P24 Újszülöttkori aspiráció-szindrómák
  - P24.0 Meconium aspiráció
  - P24.1 Magzatvíz és nyák aspiráció
  - P24.2 Vér aspirációja újszülött korban
  - P24.3 Tej és regurgitált táplálék aspirációja újszülött korban
  - P24.8 Egyéb újszülöttkori aspirációs szindrómák
  - P24.9 Újszülöttkori aspirációs szindróma k.m.n.
- P25 Interstitiális emphysema és társuló állapotok a perinatális életkorban
  - P25.0 A perinatális időszakban kezdődött interstitiális emphysema
  - P25.1 Újszülöttkorban keletkezett pneumothorax
  - P25.2 Újszülöttkorban keletkezett pneumomediastinum
  - P25.3 Újszülöttkorban keletkezett pneumopericardium
  - P25.8 Újszülöttkorban keletkezett interstitiális emphysemával kapcsolatos egyéb állapotok
- P26 A perinatális időszakban keletkezett tüdővérzés
  - P26.0 Újszülöttkorban keletkezett tracheo-bronchiális vérzés
  - P26.1 Újszülöttkorban keletkezett súlyos tüdővérzés
  - P26.8 Egyéb újszülöttkorban keletkezett tüdővérzések
  - P26.9 Újszülöttkorban keletkezett tüdővérzés k.m.n.
- P27 A perinatális időszakban kialakuló krónikus légúti betegség
  - P27.0 Wilson-Mikity szindróma
  - P27.1 Újszülöttkori bronchopulmonális dysplasia
  - P27.8 Egyéb újszülöttkori krónikus tüdőbetegségek
  - P27.9 Újszülöttkorban keletkező krónikus tüdőbetegség k.m.n.
- P28 Egyéb, a perinatális időszakban keletkező légúti megbetegedések
  - P28.0 Elsődlegesen légtelen tüdő az újszülöttben
  - P28.1 Egyéb és k.m.n. atelectasia az újszülöttben
  - P28.2 Cyanotikus rohamok az újszülöttben
  - P28.3 Az újszülött primer alvási apnoéja
  - P28.4 Egyéb apnoe az újszülöttben
  - P28.5 Az újszülött légzési elégtelensége
  - P28.8 Egyéb meghatározott légzési állapotok az újszülöttben
  - P28.9 Légzési állapot az újszülöttben, k.m.n.
- P29 A keringési rendszer perinatális korban keletkező rendellenességei
  - P29.0 Szívelégtelenség az újszülöttben
  - P29.1 Újszülöttkori arrythmia
  - P29.2 Az újszülött hypertoniája
  - P29.3 Perzisztáló foetális keringés
  - P29.4 Újszülöttkori átmeneti szívizom ischaemia
  - P29.8 Újszülöttkori egyéb cardiovasculáris rendellenességek
  - P29.9 Újszülöttkori cardiovasculáris rendellenesség, k.m.n.

## A perinatális szak specifikus fertőzései (P35-P39)
- P35 Veleszületett vírusbetegségek
  - P35.0 Veleszületett rubeola szindróma
  - P35.1 Veleszületett cytomegalovírus fertőzés
  - P35.2 Veleszületett herpeszvírus [herpes simplex] fertőzés
  - P35.3 Veleszületett vírushepatitis
  - P35.8 Egyéb veleszületett vírusbetegségek
  - P35.9 Veleszületett vírusbetegség k.m.n.
- P36 Újszülött bakteriális szepszise
  - P36.0 B-csoportú streptococcus szepszis az újszülöttben
  - P36.1 Egyéb és k.m.n. streptococcusok okozta szepszis az újszülöttben
  - P36.2 Staphylococcus aureus
  - P36.3 Egyéb és k.m.n. staphylococcusok okozta szepszis az újszülöttben
  - P36.4 Escherichia coli
  - P36.5 Anaerobok okozta szepszis az újszülöttben
  - P36.8 Egyéb bakteriális szepszis az újszülöttben
  - P36.9 Újszülött bakteriális szepszise k.m.n.
- P37 Egyéb veleszületett fertőző és parazitás betegségek
  - P37.0 Veleszületett gümőkór
  - P37.1 Veleszületett toxoplasmosis
  - P37.2 Újszülöttkori (disszeminált) listeriosis
  - P37.3 Veleszületett Plasmodium falciparum fertőzés
  - P37.4 Egyéb veleszületett malária
  - P37.5 Újszülöttkori candida fertőzés
  - P37.8 Egyéb meghatározott veleszületett fertőző és parazitás betegségek
  - P37.9 Veleszületett fertőző vagy parazitás betegség k.m.n.
- P38 Az újszülött omphalitise enyhe vérzéssel vagy anélkül
- P39 Egyéb, a perinatális időszakra jellemző fertőzések
  - P39.0 Újszülöttkori fertőző emlőgyulladás
  - P39.1 Újszülöttkori kötőhártya- és könnytömlőgyulladás
  - P39.2 A magzat intraamniális fertőzése m.n.o.
  - P39.3 Az újszülött húgyúti fertőzése
  - P39.4 A bőr újszülöttkori fertőzése
  - P39.8 Egyéb meghatározott újszülöttkori specifikus fertőzések
  - P39.9 Az újszülöttkorra jellemző fertőzés, k.m.n.

## A magzat vagy újszülött vérzéses és haematológiai rendellenességei (P50-P61)
- P50 Magzati vérveszteség
  - P50.0 Magzati vérvesztés a vasa praeviából
  - P50.1 Magzati vérvesztés a megrepedt köldökzsinóron át
  - P50.2 Magzati vérvesztés a placentán át
  - P50.3 Vérvesztés az ikertestvérbe (foeto-foetális)
  - P50.4 Vérvesztés az anyai keringésbe
  - P50.5 Magzati vérvesztés az ikertestvér elvágott köldökzsinórján át
  - P50.8 Egyéb magzati vérveszteség
  - P50.9 Magzati vérveszteség k.m.n.
- P51 Köldökvérzés az újszülöttben
  - P51.0 Masszív vérzés az újszülött köldökzsinórjából
  - P51.8 Az újszülött egyéb köldökzsinór-vérzése
  - P51.9 Az újszülött köldökzsinór-vérzése, k.m.n.
- P52 A magzat vagy újszülött nem traumás eredetű koponyaűri vérzése
  - P52.0 I. fokú (nem traumás) agykamrai vérzés a magzatban vagy az újszülöttben
  - P52.1 II. fokú (nem traumás) agykamrai vérzés a magzatban vagy az újszülöttben
  - P52.2 III. fokú (nem traumás) agykamrai vérzés a magzatban vagy az újszülöttben
  - P52.3 Magzat vagy újszülött meghatározatlan (nem traumás) agykamrai vérzése
  - P52.4 Agyállományi (nem traumás) vérzés a magzatban vagy az újszülöttben
  - P52.5 Subarachnoideális (nem traumás) vérzés a magzatban vagy az újszülöttben
  - P52.6 Kisagyi és hátsó scalai (nem traumás) vérzés a magzatban vagy az újszülöttben
  - P52.8 Egyéb intracraniális (nem traumás) vérzés a magzatban vagy az újszülöttben
  - P52.9 Intracraniális (nem traumás) vérzés a magzatban vagy az újszülöttben, k.m.n.
- P53 A magzat vagy újszülött vérzékenysége
- P54 Egyéb újszülöttkori vérzések
  - P54.0 Újszülöttkori vérhányás
  - P54.1 Újszülöttkori melaena
  - P54.2 Újszülöttkori végbél vérzés
  - P54.3 Egyéb újszülöttkori gyomor-bél vérzés
  - P54.4 Újszülöttkori mellékvese vérzés
  - P54.5 Újszülöttkori bőrvérzés
  - P54.6 Újszülöttkori vaginális vérzés
  - P54.8 Egyéb meghatározott újszülöttkori vérzések
  - P54.9 Újszülöttkori vérzés, k.m.n.
- P55 A magzat vagy újszülött haemolyticus betegsége
  - P55.0 A magzat vagy újszülött Rh-isoimmunisatiója
  - P55.1 A magzat vagy újszülött AB0 isoimmunisatiója
  - P55.8 A magzat vagy újszülött egyéb haemolyticus betegségei
  - P55.9 A magzat vagy újszülött heamolyticus betegsége k.m.n.
- P56 Heamolyticus betegség okozta hydrops foetalis
  - P56.0 Hydrops foetalis isoimmunisatio következtében
  - P56.9 Hydrops foetalis egyéb és k.m.n. haemolyticus betegség következtében
- P57 Magicterus
  - P57.0 Magicterus isoimmunisatio következtében
  - P57.8 Egyéb, meghatározott magicterus
  - P57.9 Magicterus, k.m.n.
- P58 Újszülöttkori sárgaság egyéb excesszív haemolysis következtében
  - P58.0 Újszülöttkori sárgaság a bőr zúzódása miatt
  - P58.1 Újszülöttkori sárgaság vérzés miatt
  - P58.2 Újszülöttkori sárgaság fertőzés miatt
  - P58.3 Újszülöttkori sárgaság polycytaemia miatt
  - P58.4 Az anyából átjutott vagy az újszülöttnek adott gyógyszerek vagy toxinok okozta újszülöttkori sárgaság
  - P58.5 Újszülöttkori sárgaság a lenyelt anyai vér miatt
  - P58.8 Újszülöttkori sárgaság egyéb, meghatározott excesszív haemolysis miatt
  - P58.9 Újszülöttkori sárgaság excesszív haemolysis miatt, k.m.n.
- P59 Újszülöttkori sárgaság egyéb és nem meghatározott okok miatt
  - P59.0 Koraszüléssel társult újszülöttkori sárgaság
  - P59.1 Epebesűrűsödéses (inspissatiós) szindróma
  - P59.2 Újszülöttkori sárgaság egyéb és nem meghatározott eredetű májsejtkárosodástól
  - P59.3 Anyatej-inhibitor okozta újszülöttkori sárgaság
  - P59.8 Újszülöttkori sárgaság egyéb meghatározott okok miatt
  - P59.9 Újszülöttkori sárgaság, k.m.n.
- P60 Disszeminált intravasculáris coagulatio a magzatban és az újszülöttben
- P61 Egyéb perinatális haematológiai rendellenességek
  - P61.0 Átmeneti újszülöttkori thrombocytopenia
  - P61.1 Újszülöttkori polycytaemia
  - P61.2 Koraszülött anaemiája
  - P61.3 Veleszületett anaemia magzati vérvesztés miatt
  - P61.4 Egyéb veleszületett anaemiák, m.n.o.
  - P61.5 Átmeneti újszülöttkori neutropenia
  - P61.6 Egyéb átmeneti újszülöttkori véralvadási zavarok
  - P61.8 Egyéb meghatározott perinatális haematológiai rendellenességek
  - P61.9 Perinatális haematológiai rendellenesség k.m.n.

## A magzat vagy újszülött specifikus, átmeneti endokrin és anyagcsere rendellenességei (P70-P74)
- P70 A magzatra és a újszülöttre jellemző átmeneti cukor-anyagcsere zavarok
  - P70.0 Gesztációs diabeteses anya gyermekének szindrómája
  - P70.1 Cukorbeteg anya gyermekének szindrómája
  - P70.2 Újszülöttkori diabetes mellitus
  - P70.3 Iatrogen újszülöttkori hypoglycaemia
  - P70.4 Egyéb újszülöttkori hypoglycaemia
  - P70.8 A magzat vagy újszülött szénhidrát anyagcseréjének egyéb átmeneti rendellenességei
  - P70.9 A magzat vagy újszülött szénhidrát anyagcseréjének átmeneti rendellenessége k.m.n.
- P71 A kalcium- és magnézium-anyagcsere átmeneti újszülöttkori rendellenességei
  - P71.0 Tehéntej hypocalcaemia újszülöttben
  - P71.1 Egyéb újszülöttkori hypocalcaemia
  - P71.2 Újszülöttkori hypomagnesaemia
  - P71.3 Újszülöttkori tetánia kalcium- vagy magnézium-hiány nélkül
  - P71.4 Átmeneti újszülöttkori hypoparathyreosis
  - P71.8 A kalcium és magnézium anyagcsere egyéb átmeneti újszülöttkori rendellenességei
  - P71.9 A kalcium és magnézium anyagcsere átmeneti újszülöttkori rendellenessége, k.m.n.
- P72 Egyéb átmeneti újszülöttkori endokrin rendellenességek
  - P72.0 Újszülöttkori struma, m.n.o.
  - P72.1 Átmeneti újszülöttkori hyperthyreosis
  - P72.2 A pajzsmirigyműködés egyéb átmeneti újszülöttkori rendellenességei m.n.o.
  - P72.8 Egyéb meghatározott átmeneti újszülöttkori endokrin rendellenességek
  - P72.9 Átmeneti újszülöttkori endokrin rendellenesség k.m.n.
- P74 Egyéb átmeneti elektrolit- és anyagcsere-zavarok az újszülöttkorban
  - P74.0 Újszülöttek késői metabolikus acidosisa
  - P74.1 Az újszülött dehydratiója
  - P74.2 Az újszülött nátrium háztartásának zavarai
  - P74.3 Az újszülött kálium háztartásának zavarai
  - P74.4 Az újszülött egyéb átmeneti elektrolit-zavarai
  - P74.5 Az újszülött átmeneti tyrosinaemiája
  - P74.8 Egyéb átmeneti anyagcsere zavarok az újszülöttben
  - P74.9 Az újszülött átmeneti anyagcsere zavara k.m.n.

## A magzat vagy újszülött emésztőrendszeri rendellenességei (P75-P78)
- P75 Meconium-ileus
- P76 Egyéb újszülöttkori bélelzáródás
  - P76.0 Meconium "dugó" szindróma
  - P76.1 Az újszülött átmeneti bélelzáródása
  - P76.2 Tejbesűrűsödés (inspissatio) okozta bélelzáródás
  - P76.8 Egyéb meghatározott bélelzáródás az újszülöttben
  - P76.9 Újszülöttkori bélelzáródás, k.m.n.
- P77 Enterocolitis necrotisans a magzatban és az újszülöttben
- P78 Egyéb emésztőrendszeri rendellenességek a perinatális életkorban
  - P78.0 Újszülöttkori bélátfúródás
  - P78.1 Egyéb újszülöttkori hashártyagyulladás
  - P78.2 Újszülöttkori vérhányás és vérszékelés a lenyelt anyai vér miatt
  - P78.3 Nem fertőzéses eredetű újszülöttkori hasmenés
  - P78.8 Egyéb meghatározott emésztőszervi rendellenességek k.m.n.
  - P78.9 Az emésztőrendszer újszülöttkori rendellenessége k.m.n.

## A magzat vagy újszülött kültakarót és hőmérséklet-szabályozást érintő állapotai (P80-P83)
- P80 Az újszülött hypothermiája
  - P80.0 Hidegártalom szindróma
  - P80.8 Egyéb hypothermia az újszülöttben
  - P80.9 Az újszülött hypothermiája k.m.n.
- P81 Az újszülött hőszabályozásának egyéb zavarai
  - P81.0 Az újszülött környezeti okú túlmelegedése
  - P81.8 Az újszülött hőszabályozásának egyéb meghatározott zavarai
  - P81.9 Az újszülött hőszabályozásának zavarai k.m.n.
- P83 A kültakaró egyéb, a magzatra és az újszülöttre jellemző állapotai
  - P83.0 Sclerema neonatorum
  - P83.1 Újszülöttkori erythema toxicum
  - P83.2 Nem haemolyticus betegség okozta hydrops foetalis
  - P83.3 A magzat vagy újszülött jellegzetes egyéb és nem meghatározott oedemája
  - P83.4 Az újszülött emlőduzzanata
  - P83.5 Veleszületett hydrocele
  - P83.6 Újszülött köldökpolypusa
  - P83.8 A kültakaró egyéb meghatározott, a magzatra és újszülöttre jellemző állapotai
  - P83.9 A kültakarónak a magzatra és az újszülöttre jellemző állapota k.m.n.

## A perinatális szakban keletkező egyéb rendellenességek (P90-P96)
- P90 Újszülöttkori görcsök
- P91 Az újszülött agyi állapotának egyéb zavarai
  - P91.0 Újszülöttkori agyi ischaemia
  - P91.1 Újszülött szerzett periventriculáris cystái
  - P91.2 Újszülöttkori agylágyulás
  - P91.3 Az újszülött cerebrális ingerlékenysége
  - P91.4 Újszülöttkori cerebrális depresszió
  - P91.5 Újszülöttkori kóma
  - P91.8 Az újszülött agyi állapotának egyéb meghatározott zavarai
  - P91.9 Az újszülött agyi állapotának zavara, k.m.n.
- P92 Táplálási problémák az újszülöttben
  - P92.0 Újszülöttkori hányás
  - P92.1 Újszülöttkori regurgitáció és felöklendezés
  - P92.2 Az újszülött lassú etethetősége
  - P92.3 Az újszülött alultáplálása
  - P92.4 Az újszülött túltáplálása
  - P92.5 Az újszülött szopási nehézsége
  - P92.8 Az újszülött egyéb táplálási problémái
  - P92.9 Az újszülött táplálási problémája, k.m.n.
- P94 Az újszülött izomtónusának rendellenességei
  - P94.0 Átmeneti újszülöttkori myasthenia gravis
  - P94.1 Veleszületett fokozott izomtónus
  - P94.2 Veleszületett csökkent izomtónus
  - P94.8 Az újszülött izomtónusának egyéb rendellenességei
  - P94.9 Az újszülött izomtónusának rendellenessége k.m.n.
- P95 A magzat elhalása nem meghatározott ok miatt
- P96 A perinatális szakban keletkező egyéb állapotok
  - P96.0 Veleszületett veseelégtelenség
  - P96.1 Az anyai kábítószer-fogyasztás következtében fellépő újszülöttkori elvonási tünetek
  - P96.2 Az újszülött kezelése során alkalmazott szerektől kialakuló elvonási tünetek
  - P96.3 Az újszülött tág koponyavarratai
  - P96.4 A terhesség befejeződése, magzat vagy újszülött
  - P96.5 Méhen belüli beavatkozások szövődményei, m.n.o.
  - P96.8 A perinatális időszakban keletkező egyéb meghatározott állapotok
  - P96.9 A perinatális időszakban keletkező állapot k.m.n.

| Sorszám | Főcsoport                                                                                                | BNO kódok |
| ------- | --- | --------- |
| 01      | BNO-10-01 – Fertőző és parazitás betegségek                                                              | A00–B99   |
| 02      | BNO-10-02 – Daganatok                                                                                    | C00–D48   |
| 03      | BNO-10-03 – A vér és a vérképző szervek betegségei és az immunrendszert érintő bizonyos rendellenességek | D50–D89   |
| 04      | BNO-10-04 – Endokrin, táplálkozási és anyagcsere betegségek                                              | E00–E90   |
| 05      | BNO-10-05 – Mentális és viselkedészavarok                                                                | F00–F99   |
| 06      | BNO-10-06 – Az idegrendszer betegségei                                                                   | G00–G99   |
| 07      | BNO-10-07 – A szem és függelékeinek betegségei                                                           | H00–H59   |
| 08      | BNO-10-08 – A fül és a csecsnyúlvány megbetegedései                                                      | H60–H95   |
| 09      | BNO-10-09 – A keringési rendszer betegségei                                                              | I00–I99   |
| 10      | BNO-10-10 – A légzőrendszer betegségei                                                                   | J00–J99   |
| 11      | BNO-10-11 – Az emésztőrendszer betegségei                                                                | K00–K93   |
| 12      | BNO-10-12 – A bőr és bőralatti szövet betegségei                                                         | L00–L99   |
| 13      | BNO-10-13 – A csont-izomrendszer és kötőszövet betegségei                                                | M00–M99   |
| 14      | BNO-10-14 – Az urogenitális rendszer megbetegedései                                                      | N00–N99   |
| 15      | BNO-10-15 – Terhesség, szülés és a gyermekágy                                                            | O00–O99   |
| 16      | BNO-10-16 – A perinatális szakban keletkező bizonyos állapotok                                           | P00–P96   |
| 17      | BNO-10-17 – Veleszületett rendellenességek, deformitások és kromoszómaabnormitások                       | Q00–Q99   |
| 18      | BNO-10-18 – Máshova nem osztályozott panaszok, tünetek és kóros klinikai és laboratóriumi leletek        | R00–R99   |
| 19      | BNO-10-19 – Sérülés, mérgezés és külső okok bizonyos egyéb következményei                                | S00–T98   |
| 20      | BNO-10-20 – A morbiditás és mortalitás külső okai                                                        | V01–Y98   |
| 21      | BNO-10-21 – Az egészségi állapotot és egészségügyi szolgálatokkal való kapcsolatot befolyásoló tényezők  | Z00–Z99   |
| (22)    | BNO-10-22 – Speciális kódok                                                                              | U00–U99   |